# Şenpazar (district)
Şenpazar is een Turks district in de provincie Kastamonu en telt 5.148 inwoners (2011). Het district heeft een oppervlakte van 215,6 km². Hoofdplaats is Şenpazar.
De bevolkingsontwikkeling van het district is weergegeven in onderstaande tabel.
| 1997  | 2000  | 2007  | 2011  |
| ----- | ----- | ----- | ----- |
| 6.476 | 6.494 | 5.538 | 5.148 |